# Nova Esperança do Piriá
Nova Esperança do Piriá est une municipalité brésilienne située dans l'État du Pará.